# Bernard Caprasse
Bernard Caprasse (Lierneux, 24 januari 1949) is een Belgisch bestuurder, politicus voor het Centre Démocrate Humaniste (CdH) en voormalig advocaat.

## Levensloop
Bernard Caprasse studeerde tot 1972 rechtsgeleerdheid aan de UCLouvain. Hij begon zijn carrière als advocaat te Brussel. Caprasse was daar tot 1996 werkzaam als advocaat. Hij was van 1979 tot 1981 parlementslid van Luxemburg. Caprasse werd op 4 juni 1996 gouverneur van de provincie Luxemburg. Daarnaast was hij bestuurslid van het Euro Space Center.
In februari 2016 werd Caprasse als gouverneur opgevolgd door Olivier Schmitz, ook een advocaat. Caprasse was toen 67.

## Onderscheidingen
- België: Grootofficier in de Kroonorde, KB van 1 maart 2015.
- België: Commandeur in de Orde van Leopold II
- Commandeur in de Orde van Verdienste van Portugal
- Grootofficier in de Orde van de Eikenkroon
- Grootofficier in de Orde van Verdienste van Italië